# Unterhalt
Der Rechtsbegriff Unterhalt (historisch Sustentation) bezeichnet die gesetzliche oder vertragliche Verpflichtung eines Rechtssubjekts, die Existenz eines anderen Menschen ganz oder teilweise zu sichern. Der Begriff Alimente (von lateinisch alimentum „Nahrungsmittel, Unterhaltszahlung“) steht in diesem Zusammenhang für finanzielle Unterhaltsleistungen; zumeist für eigene Kinder, die nicht direkt versorgt werden können oder dürfen. Unterhalt ist einer der Grundpfeiler der Sozialfürsorge und sozialen Sicherheit.

## Grundlagen

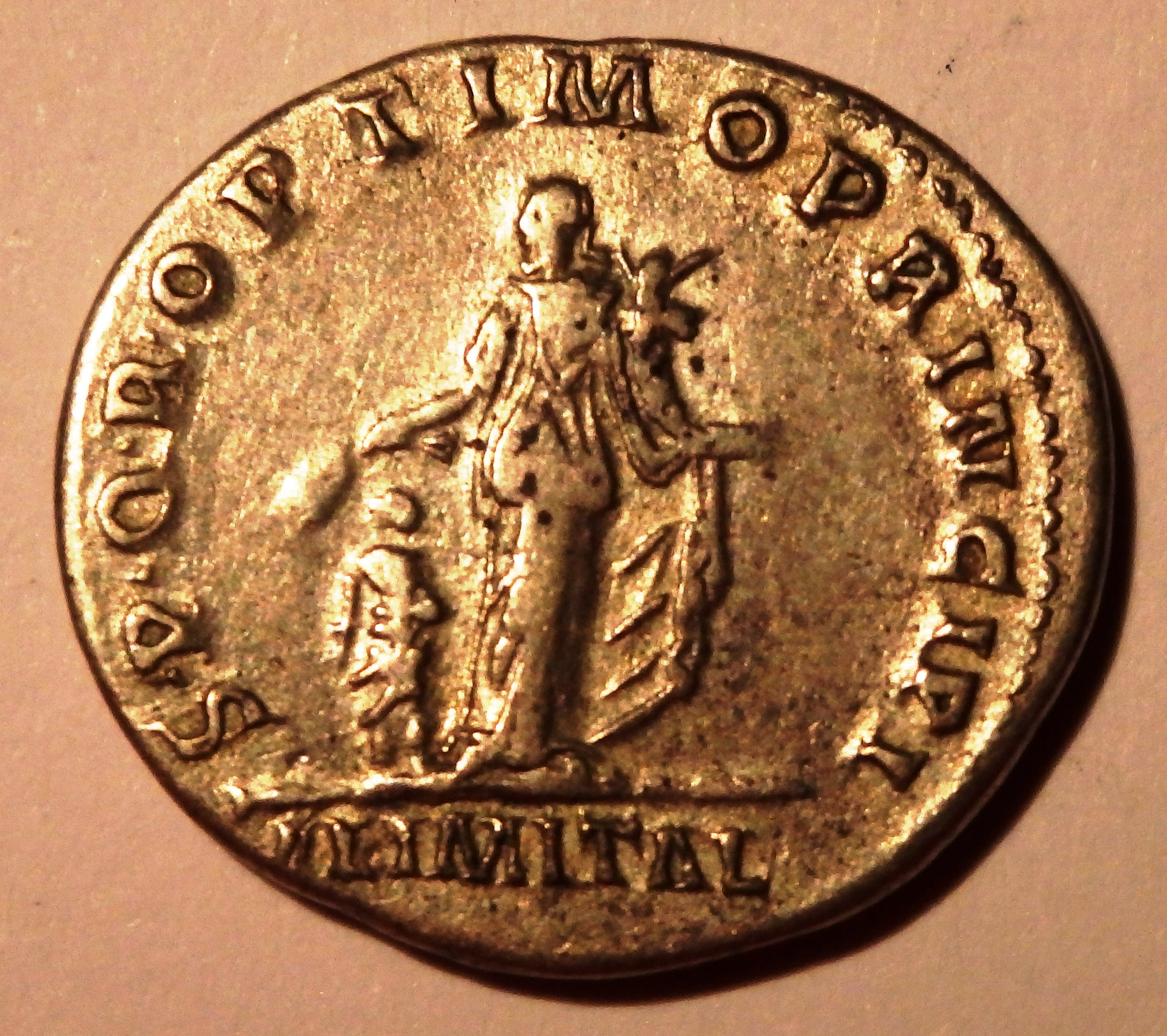
Alimenta Italia auf römischen Denar

Bereits zur Zeit des römischen Kaisers Trajan gab es finanzielle Unterstützungen des Staates für kinderreiche Familien, die „alimenta“. Auf der Rückseite eines unter Trajan geprägten Denarius wird die Abundantia, die Göttin des Nahrungsüberflusses mit einem Kind abgebildet. Im Abschnitt der Münze stehen die Buchstaben ALIM ITAL für alimenta italia (siehe Abbildung rechts). Der Unterhalt, als Begriff im 16. Jahrhundert vom lateinischen sustentatio wörtlich ins Deutsche übertragen, ist eine der Grundlagen der sozialen Absicherung, die darauf beruhen, dass sich Familienmitglieder gegenseitig materiell und finanziell unterstützen. Der Unterhalt basiert sowohl auf dem Solidaritätsprinzip als auch auf dem Prinzip von staatlicher und innerfamiliärer Fürsorge und definiert die Familie als Bedarfsgemeinschaft. Die Höhe des Unterhalts ist neben den Unterhaltsrichtlinien auch in der Düsseldorfer Tabelle angegeben, die regelmäßig aktualisiert wird. Für die zur Wehrpflicht, Wehrübung oder Zivildienst Einberufenen regelt sich Art und Höhe der Unterhaltssicherungsleistung nach dem Unterhaltssicherungsgesetz (USG).

### Geldunterhalt, Naturalunterhalt, Betreuungsunterhalt
Unterhalt umfasst alle Leistungen zur Sicherstellung des Lebensbedarfs einer Person.
Der Begriff Alimente, was in der französischen Sprache so viel wie „Lebensmittel“ oder „Nahrung“ bedeutet, bezieht sich in der heutigen Rechtssprache auf Geldunterhalt (Barunterhalt), während der Unterhaltsbegriff auch Naturalunterhalt und Betreuungsunterhalt beinhaltet.
- Geldunterhalt (Barunterhalt) ist die regelmäßige Zahlung eines Gesamtbudgets
- Zum Naturalunterhalt (Betreuungsunterhalt) gehören:
  - Unterkunft
  - Betreuung
  - Gesundheits- und Krankenpflege
  - Nahrungsmittel
  - Kleidung
  - Unterricht und Erziehung
  - Freizeitgestaltung
  - Taschengeld
- Betreuungsunterhalt – mit dem Begriff Betreuungsunterhalt werden im Unterhaltsrecht zwei unterschiedliche Sachverhalte definiert:

Zum einen handelt es sich bei dem Betreuungsunterhalt um jenen Unterhalt, den ein dem minderjährigen Kind zum Barunterhalt Verpflichteter demjenigen zahlen muss, der den betreuerischen und erzieherischen Naturalunterhalt leistet, wenn dieser aufgrund der Betreuung des gemeinsamen Kindes, welches bei ihm lebt, nicht in der Lage ist, für seinen Lebensunterhalt selbst aufzukommen.
Zum anderen wird als Betreuungsunterhalt – im Unterschied zu dem Barunterhalt – die in Betreuung, Gesundheits- und Krankenpflege, und Erziehung bestehende Unterhaltsleistung gegenüber dem Minderjährigen selbst angesehen.

### Nutznießer von Unterhaltsleistungen
Die grundlegenden sozialen Absicherungen durch Unterhalt betreffen etwa:
- Kindesunterhalt gegenüber den Kindern
- Unterhalt des (Ex-)Ehegatten oder (Ex-)Partners einer eingetragenen Partnerschaft
- Betreuungsunterhalt des Vaters eines nichtehelichen Kindes für dessen Mutter, die wegen dessen Betreuung nicht erwerbstätig sein kann (bei Betreuung durch den Vater umgekehrt Betreuungsunterhalt durch die Mutter)
- Elternunterhalt gegenüber Eltern
- Unterhalt sonstiger Familienmitglieder
- Unterhalt der Menschen, für die man Obsorge und Erziehungsberechtigung innehat
- Unterhalt des Staates gegenüber den zum Wehrdienst oder Zivildienst Einberufenen und deren Familienangehörigen (Ehegatten, Kinder etc.)

Jegliche unterhaltsbedürftige Partei hat gegenüber der unterhaltspflichtigen Partei einen Anspruch auf Auskunft über dessen Einkommens- und sonstige Vermögensverhältnisse, solange diese zur Berechnung des Unterhaltanspruches erforderlich sind. Andersherum hat jede unterhaltsleistende Partei ein Recht darauf, über das verfügbare Einkommen bzw. das Vermögen der unterhaltserhaltenden Partei informiert zu werden. Man spricht in diesem Fall über die Auskunftspflicht bzw. den Auskunftsanspruch (§ 1605 BGB).

### Unterhaltspflicht
Unterhaltspflichten bestehen in verschiedenen Kulturen etwa aufgrund:
- Obsorgepflichten von Familienoberhäuptern für familiäre Beziehungen und Verwandtschaften – in europäischen Systemen insbesondere Kind-Eltern (Kindesunterhalt, Elternunterhalt), und Ehe (Ehegattenunterhalt) und andere Partnerschaften – und andere Pflegeverhältnisse
- für Minderjährige auch Obsorge in Erziehungseinrichtungen, Waiseneinrichtungen oder durch den Lehrmeister
- gemeinschaftliche Unterhaltspflichten seitens Institutionen wie laizistische und glaubensbasierte Gemeinden, den Staat, Lebensgemeinschaften aller Art, eidgebundene Bruderschaften und religiöse Kommunitäten, Genossenschaften und Allmendgemeinschaften, und andere Systeme kollektiver sozialer Absicherung
- Dienstleistungspflichten gegenüber dem Staat, wie Wehrdienst oder Zivildienst gemäß Unterhaltssicherungsgesetz (USG)

### Leistungsfähigkeit und Bedürftigkeit
Bei einem Unterhaltsanspruch muss die unterhaltsfordernde Person bedürftig sein und diese Bedürftigkeit auch belegen müssen. Bedürftig bedeutet in diesem Sinne, dass die Person, die Unterhalt einfordert, ohne diese Leistung nicht imstande ist, ihren Lebensunterhalt zu finanzieren.
Andersherum ist es wichtig, dass die Person, von der Unterhalt gefordert wird, auch in der Lage ist, diesen zu zahlen und somit nachweisbar leistungsfähig ist. Hierbei muss der unterhaltszahlenden Person noch genug übrigbleiben, um ihre eigenen Lebenskosten abzudecken (siehe Selbstbehalt).

### Selbstbehalt
Der Selbstbehalt oder auch Eigenbedarf bezeichnet einen monatlichen Mindestbetrag, der dem Unterhaltspflichtigen zugebilligt wird, um einen gewissen Lebensstandard zu erhalten.

## Nationale Regelungen

### Deutschland
In Deutschland ist der Unterhalt im Bürgerlichen Gesetzbuch geregelt, insbesondere im Familienrecht. Für Lebenspartner gilt das Unterhaltsrecht der Ehe entsprechend. Zu beachten sind ferner die von den einzelnen Oberlandesgerichten herausgegebenen unterhaltsrechtlichen Leitlinien, die sich im Detail durchaus unterscheiden können. Außerdem gibt es eine Vielzahl von Unterhaltsregelungen im Sozialrecht (beispielsweise SGB II, SGB VIII oder SGB XII).
Unterhaltsansprüche Geschiedener wurden von 1977 bis 2007 durch das Erste Gesetz zur Reform des Ehe- und Familienrechts geregelt. 2008 definierte das Gesetz zur Änderung des Unterhaltsrechts die Ansprüche von Geschiedenen, ledigen Alleinerziehenden und Kindern umfassend neu.
Für Trennungsunterhalt und nachehelichen/partnerschaftlichen Unterhalt, kann steuerlich das Realsplitting genutzt werden.
Wer seiner Unterhaltspflicht nicht nachkommt, macht sich wegen Verletzung der Unterhaltspflicht gemäß § 170 Strafgesetzbuch (StGB) strafbar.

### Österreich
Unterhalt umfasst die Leistungen für folgende Personengruppen:
- Die Unterhaltsverpflichtungen von Eltern/Großeltern und deren Nachlassern gegenüber Kindern, sowie der „verkehrte“ Unterhalt von Kindern für ihre Eltern und Großeltern sind durch das österreichische Kindschaftsrecht, einen Teil des Familienrechts, geregelt.
- In der Ehe besteht gegenseitige Unterstützungspflicht nach § 94 ABGB, was auch den ehelichen Unterhalt miteinschließt. Dem haushaltsführenden Ehegatten ohne eigenes Einkommen steht ein Drittel, dem weniger verdienenden stehen 40 Prozent des Familieneinkommens zu. Soweit möglich auch in bar. Bei Scheidungen kann, falls diesbezüglich keine einvernehmliche Vereinbarung getroffen wird, ein verschuldensabhängiger Anspruch auf Unterhalt gegenüber dem ehemaligen Gatten entstehen.[4] Im Falle einer nichtehelichen Lebensgemeinschaft entsteht im Zusammenleben unter Umständen, bei Trennung aber kein Unterhaltsanspruch gegenüber dem Partner.

Der Unterhaltsanspruch ist einklagbar.

### Schweiz
Art. 152 ZGB verpflichtet, im Falle von „grosser Bedürftigkeit“ des einen Ehegatten nach der Scheidung, den anderen Ehegatten zur Bezahlung von Alimenten. Es gibt verschiedene Arten von Unterhalt, nämlich den Ehegattenunterhalt und den Kindsunterhalt. Beim Ehegattenunterhalt handelt es sich um das Recht des früheren Ehepartners oder der früheren Ehepartnerin auf Unterhaltszahlungen nach einer Scheidung. Im Gegensatz dazu sind Eltern immer für den Unterhalt ihrer Kinder verantwortlich und müssen dafür sorgen, unabhängig vom ehelichen Status. Die jüngsten Entscheidungen des Schweizer Bundesgerichts zeigen, dass Ehegatten sich im Falle einer Scheidung keinen automatischen Anspruch auf Unterhalt haben.